# Легенда број 17
Легенда број 17 (рус. Легенда № 17) је руски играни филм. Аутор филма је Николај Лебедев. Филм говори о успону до славе совјетског хокејаша Валерија Харламова и први меч супер серије између Совјетског Савеза и Канаде 1972. године.
Свечана премијера је одржана 10. априла, 2013. године у московском биоскопу „Октобар“. Проглашен је за најбољи руски филм године.

## Радња
У септембру 1972. године, хокејашка репрезентација Совјетског Савеза припрема се за утакмицу века у Монтреалу против канадских професионалаца из НХЛ-а. Током припрема, под хокејашким небом појављује се једно ново име: Валериј Харламов. Са брижним саветима чувеног тренера Анатолија Тарасова и његовим заштитним знаком бројем 17, ускоро постаје светски познат играч.

## Главни ликови
| Име глумца        | Улога                    |
| ----------------- | ------------------------ |
| Данила Козловскиј | Валериј Харламов         |
| Олег Меншиков     | Анатолиј Тарасов         |
| Светлана Иванова  | Ирина, жена Валерија     |
| Борис Шћербаков   | Борис, отац Валерија     |
| Нина Усатова      | Доктор                   |
| Роман Мадјанов    | Владимир Алфер           |
| Дарја Екамасова   | Татјана, сестра Валерија |